# Отинійська селищна рада
Отинійська се́лищна ра́да — адміністративно-територіальна одиниця та орган місцевого самоврядування в Коломийському районі Івано-Франківської області. Адміністративний центр — селище міського типу Отинія.

## Загальні відомості
Отинійська селищна рада утворена в 1940 році.
- Територія ради: 26,515 км²
- Населення ради: 6172 особи (станом на 2001 рік)
- Територією ради протікають річки Ворона, Опрашина

## Історія
Івано-Франківська обласна рада рішенням від 28 жовтня 2003 року внесла в адміністративно-територіальний устрій області такі зміни. У Коломийському районі у зв'язку з уточненням найменування селища міського типу Отиня — Отинія (Відомості Верховної Ради Української РСР, 1989, № 42, ст.578) перейменувала Отинянську селищну раду на Отинійську.

## Населені пункти
Селищній раді підпорядковані населені пункти:
- смт Отинія — 5 327 ос.; площа 17,773 км²;
- с. Глибока — 256 ос.; площа 3,117 км²;
- с. Грабич — 589 ос.; площа 5,625 км²;

## Склад ради
Рада складається з 30 депутатів та голови.
- Голова ради: Кінащук Володимир Петрович

### Депутати
За результатами місцевих виборів 2010 року депутатами ради стали:

#### За суб'єктами висування
| Суб'єкт висування                 | Кількість обраних депутатів | %    |
| --------------------------------- | --------------------------- | ---- |
| Самовисування                     | 29                          | 96,7 |
| Політична партія «Сильна Україна» | 1                           | 3,3  |

#### За округами
| № округу                          | Прізвище, ім'я, по батькові      | Дата визнання обраним | Освіта  | Партійна приналежність                        | Відомості про обраного депутата                                                            |
| --------------------------------- | -------------------------------- | --------------------- | ------- | --------------------------------------------- | ------------------------------------------------------------------------------------------ |
| Політична партія «Сильна Україна» |                                  |                       |         |                                               |                                                                                            |
| 21                                | Пасічняк Ярослав Іванович        | 02.11.2010            | середня | позапартійний                                 | тимчасово не працює                                                                        |
| Самовисування                     |                                  |                       |         |                                               |                                                                                            |
| 1                                 | Яковіщук Іван Михайлович         | 02.11.2010            | середня | позапартійний                                 | приватний підприємець                                                                      |
| 2                                 | Костюк Ганна Любомирівна         | 02.11.2010            | вища    | позапартійна                                  | ДНЗ «Веселка», вихователь                                                                  |
| 3                                 | Братний Микола Степанович        | 02.11.2010            | вища    | позапартійний                                 | Отинійська районна лікарня № 1, лікар                                                      |
| 4                                 | Ватаманюк Микола Миколайович     | 02.11.2010            | вища    | член Всеукраїнського об'єднання «Батьківщина» | Івано-Франківське управління меліорації та водного господарства, начальник відділу         |
| 5                                 | Гошій Любов Любов Дмитрівна      | 02.11.2010            | вища    | член Всеукраїнського об'єднання «Батьківщина» | приватний підприємець                                                                      |
| 6                                 | Малашинський Ярослав Йосипович   | 02.11.2010            | середня | позапартійний                                 | Отинійське відділення Коломийського РУ ГУ МНС України в Івано-Франківській обл., охоронець |
| 7                                 | Федик Михайло Дмитрович          | 02.11.2010            | середня | позапартійний                                 | ТзОВ"Автоливмаш", оператор                                                                 |
| 8                                 | Кінащук Любов Ярославівна        | 02.11.2010            | вища    | позапартійна                                  | обласне Управління з охорони природи, головний спеціаліст                                  |
| 9                                 | Лиско Олексій Богданович         | 02.11.2010            | середня | позапартійний                                 | приватний підприємець                                                                      |
| 10                                | Сенюк Василь Іванович            | 02.11.2010            | вища    | позапартійний                                 | ВАТ «Отинійська ПМК 150», заступник директора                                              |
| 11                                | Попович Сергій Володимирович     | 02.11.2010            | середня | позапартійний                                 | ПП «Трансгазбуд», головний енергетик                                                       |
| 12                                | Гундяк Ярослав Іванович          | 02.11.2010            | середня | позапартійний                                 | Прикарпатський національний університет ім. В. Стефаника, завідувач гуртожитку             |
| 13                                | Назарук Ігор Іванович            | 02.11.2010            | середня | позапартійний                                 | Коломийський УГГГ, слюсар                                                                  |
| 14                                | Петрик Петро Ярославович         | 02.11.2010            | вища    | позапартійний                                 | приватний підприємець                                                                      |
| 15                                | Радзиняк Наталія Ярославівна     | 02.11.2010            | вища    | позапартійна                                  | ДНЗ «Веселка», завідувач                                                                   |
| 16                                | Слюсаренко Любомир Володимирович | 02.11.2010            | вища    | позапартійний                                 | ВАТ «УкрПКТІ ліспром», енергетик                                                           |
| 17                                | Кінащук Роман Йосипович          | 02.11.2010            | середня | позапартійний                                 | приватний підприємець                                                                      |
| 18                                | Марцінків Мирослав Іванович      | 02.11.2010            | середня | позапартійний                                 | Отинійський будинок культури, директор                                                     |
| 19                                | Мазуренко Володимир Іванович     | 02.11.2010            | вища    | позапартійний                                 | приватний підприємець                                                                      |
| 20                                | Сарахман Мирослав Йосипович      | 02.11.2010            | середня | позапартійний                                 | тимчасово не працює                                                                        |
| 22                                | Арабчак Петро Дмитрович          | 02.11.2010            | вища    | позапартійний                                 | ДСП «Прикарпаття», інструктор                                                              |
| 23                                | Гук Роман Ількович               | 02.11.2010            | вища    | позапартійний                                 | Отинійський професійний технологічний ліцей, викладач                                      |
| 24                                | Мельник Володимир Дмитрович      | 02.11.2010            | середня | позапартійний                                 | Отинійська селищна рада, інспектор ВОС                                                     |
| 25                                | Вакалюк Дмитро Дмитрович         | 02.11.2010            | середня | позапартійний                                 | приватний підприємець                                                                      |
| 26                                | Мельник Ігор Петрович            | 02.11.2010            | середня | позапартійний                                 | АЗС № 9, оператор                                                                          |
| 27                                | Глушкевич Микола Миколайович     | 02.11.2010            | середня | член Всеукраїнського об'єднання «Батьківщина» | тимчасово не працює                                                                        |
| 28                                | Павлюк Володимир Іванович        | 02.11.2010            | середня | позапартійний                                 | клуб с. Грабич, завідувач                                                                  |
| 29                                | Сенькович Галина Ярославівна     | 02.11.2010            | вища    | позапартійна                                  | Отинійська селищна рада, діловод                                                           |
| 30                                | Максимів Ярослав Іванович        | 02.11.2010            | вища    | член Всеукраїнського об'єднання «Батьківщина» | пенсіонер                                                                                  |